# Liesbeth Van Roie
Liesbeth Van Roie (20 januari 1981) is een Belgische voormalige atlete, die zich had toegelegd op het polsstokhoogspringen. Zij veroverde drie Belgische titels.

## Biografie
Van Roie werd in 1998 voor het eerst Belgisch indoorkampioene in het polsstokhoogspringen. Twee jaar later volgde ook een outdoortitel. Dat jaar nam ze ook deel aan de WK U20. Ze werd dertiende in de finale. In 2004 volgde een tweede indoortitel. Begin 2010 besloot ze een punt te zetten achter haar carrière.
Van Roie was aangesloten bij Atletiekvereniging Zuiderkempen.

## Belgische kampioenschappen
outdoor
| Onderdeel        | Jaar |
| ---------------- | ---- |
| polsstokspringen | 2000 |

indoor
| Onderdeel        | Jaar       |
| ---------------- | ---------- |
| polsstokspringen | 1998, 2004 |

## Persoonlijke records
| Onderdeel                 | Prestatie | Datum            | Plaats |
| ------------------------- | --------- | ---------------- | ------ |
| polsstokspringen          | 4,01 m    | 31 juli 2004     | Melle  |
| polsstokspringen (indoor) | 4,00 m    | 20 december 2003 | Gent   |

## Palmares
polsstokspringen
- 1998:  BK indoor AC - 3,50 m
- 1998:  BK AC - 3,50 m
- 1999:  BK indoor AC - 3,45 m
- 1999:  BK AC - 3,65 m
- 2000:  BK indoor AC - 3,55 m
- 2000:  BK AC - 3,75 m
- 2000: 13e WK U20 in Santiago - 3,50 m
- 2002:  BK indoor AC - 3,85 m
- 2002:  BK AC - 3,70 m
- 2004:  BK indoor AC - 3,85 m
- 2004:  BK AC - 3,85 m
- 2006:  BK AC - 3,70 m
- 2008:  BK indoor AC - 3,60 m